# Municipio de Mansfield (Míchigan)
El municipio de Mansfield (en inglés: Mansfield Township) es un municipio ubicado en el condado de Iron en el estado estadounidense de Míchigan. En el año 2010 tenía una población de 241 habitantes y una densidad poblacional de 0,87 personas por km².

## Geografía
El municipio de Mansfield se encuentra ubicado en las coordenadas 46°12′29″N 88°8′53″O / 46.20806, -88.14806. Según la Oficina del Censo de los Estados Unidos, el municipio tiene una superficie total de 278.32 km², de la cual 256,6 km² corresponden a tierra firme y (7,8 %) 21,71 km² es agua.

## Demografía
Según el censo de 2010, había 241 personas residiendo en el municipio de Mansfield. La densidad de población era de 0,87 hab./km². De los 241 habitantes, el municipio de Mansfield estaba compuesto por el 100 % blancos. Del total de la población el 0,41 % eran hispanos o latinos de cualquier raza.